# Roland Garros
Roland Garros, francoski vojaški pilot in letalski as, * 6. oktober 1888, Saint-Denis, Réunion, † 5. oktober 1918, Saint-Morel blizu mesta Vouziers, Ardeni, Francija.
Roland Garros je bil začetnik letalskega bojevanja; sestrelil je tri letala in bil zaradi zaslug poimenovan kot letalski as.

## Civilno življenje
Študiral je na elitni poslovni šoli HEC Paris. Z letalstvom se je začel ukvarjati leta 1909 in je tedaj letel s Santos-Dumontovim letalom Demoiselle, ki je dobro letelo le z lahkim pilotom.
Leta 1910 je Garros vstopil v letalsko šolo in s tem se je začela pot enega najbolj znanih letalcev v zgodovini. Že naslednje leto je nastopil kot drugi pilot Blériotovega moštva na 1406 km dolgi letalski dirki Pariz-Madrid. Toda tekma se je začela 21. maja 1911 s katastrofo - eno letalo je strmoglavilo in ubilo francoskega ministra za vojsko M. Berteauxa, hudo ranjen pa je bil tudi predsednik vlade Monis. Tudi Garros je med tekmo moral zasilno pristati, isto tudi na naslednji tekmi Pariz-Rim-Torino, kjer je zelo razbil dve letali, a sta si z Jeanom Conneaujem razdelila prvo nagrado.
Istega leta (1911) je postavil tudi svetovni višinski rekord, ko je dosegel višino 3.909 m z blériotom XI; nato je popravil na 4.112 in leta 1913 v Tunisu na 5.609 m; istega leta je preletel Sredozemsko morje od Saint-Raphaela (Francija) do Bizerte (Tunizija). Za 700 km je potreboval 7 ur in 53 minut.

## Vojni čas
Ko se je začela prva svetovna vojna, je bil Garros razočaran nad slabo oborožitvijo letal (takrat so bili piloti oboroženi z navadnimi pištolami, puškami in ročnimi bombami, ki pa niso bile učinkovite za letalsko bojevanje), zato si je zamislil in sam vgradil (mnogi znanstveniki niso našli prave rešitve) strojnico Hotckiss, tako, da je streljala skozi polje vrtečega se vijaka. Da bi preprečil odboj metkov nazaj proti sebi, je na zadnje dele vijaka pritrdil jeklene plošče, ki so odbijale krogle naprej, v smer letenja.
S tem svojim izumom je 1. aprila 1915 vzletel in sestrelil nemško izvidniško letalo albatros BII in tako dosegel svojo prvo zmago. V naslednjih dveh tednih je dosegel še 2 zmagi in dobil naziv letalskega asa. Toda 19. aprila je bil sestreljen in zasilno je pristal na nemški strani.
Ostanke letala so skrbno prepeljali v poveljstvo, kjer jih je preučil Anthony Fokker, ki mu je ogled naprave omogočil nadaljnji razvoj sinhronizacijskega sistema za strojnico.
Leta 1918 je uspel pobegniti, toda v treh letih, kar je bil v ujetništvu, se je veliko spremenilo, zato so ga poslali na osvežitveni tečaj. Ko ga je končal, se je vrnil na fronto, kjer je dočakal svojo smrt 5. oktobra 1918, en dan pred svojim 30. rojstnim dnevom in 5 tednov pred koncem vojne.

## Priznanja
Poimenovanja
Po njem so poimenovali teniško središče Stade de Roland Garros, kjer poteka vsakoletni teniški turnir Odprto prvenstvo Francije, ki šteje za Grand Slam. Turnir je (ne)uradno znan kot Roland Garros.
Prav tako so po njem poimenovali letališče Roland Garros Airport.